# Togliatti
Togliatti (ros. Toльятти, Toljatti; do 1964 Stawropol nad Wołgą, ros. Ставрополь на Волге, Stawropol na Wołgie) – miasto w Rosji, w obwodzie samarskim, port nad Wołgą. Ponad 721,7 tys. mieszkańców (styczeń 2010). Obecna nazwa pochodzi od nazwiska włoskiego komunisty Palmira Togliattiego. Według badań przeprowadzonych przez rządowy Uniwersytet Finansowy w Moskwie, Togliatti jest najbiedniejszym miastem Federacji Rosyjskiej.

## Gospodarka
W mieście rozwinął się przemysł samochodowy, chemiczny, maszynowy, metalowy, elektrotechniczny, obuwniczy, dziewiarski, spożywczy, materiałów budowlanych, poligraficzny oraz stoczniowy.
Mieści się w tu fabryka AwtoWAZ (na rynki zagraniczne Lada).

## Sport
- Łada Togliatti – rosyjski klub piłkarski
- Łada Togliatti – rosyjski klub hokejowy
- Łada Togliatti – rosyjski kobiecy klub piłkarski
- Łada Togliatti – klub piłki ręcznej kobiet
- Mega-Łada Togliatti – klub żużlowy

## Urodzeni w Togliatti
- Ałła Jepifanowa (ur. 1976), rosyjska kolarka górska i szosowa
- Darja Samochina (ur. 1992), rosyjska piłkarka ręczna
- Darja Kasatkina (ur. 1997), rosyjska tenisistka

## Miasta partnerskie
- Colmar, Francja
- Flint, Stany Zjednoczone
- Kazanłyk, Bułgaria
- Luoyang, Chińska Republika Ludowa
- Nagykanizsa, Węgry
- Piacenza, Włochy
- Wolfsburg, Niemcy

## Galeria

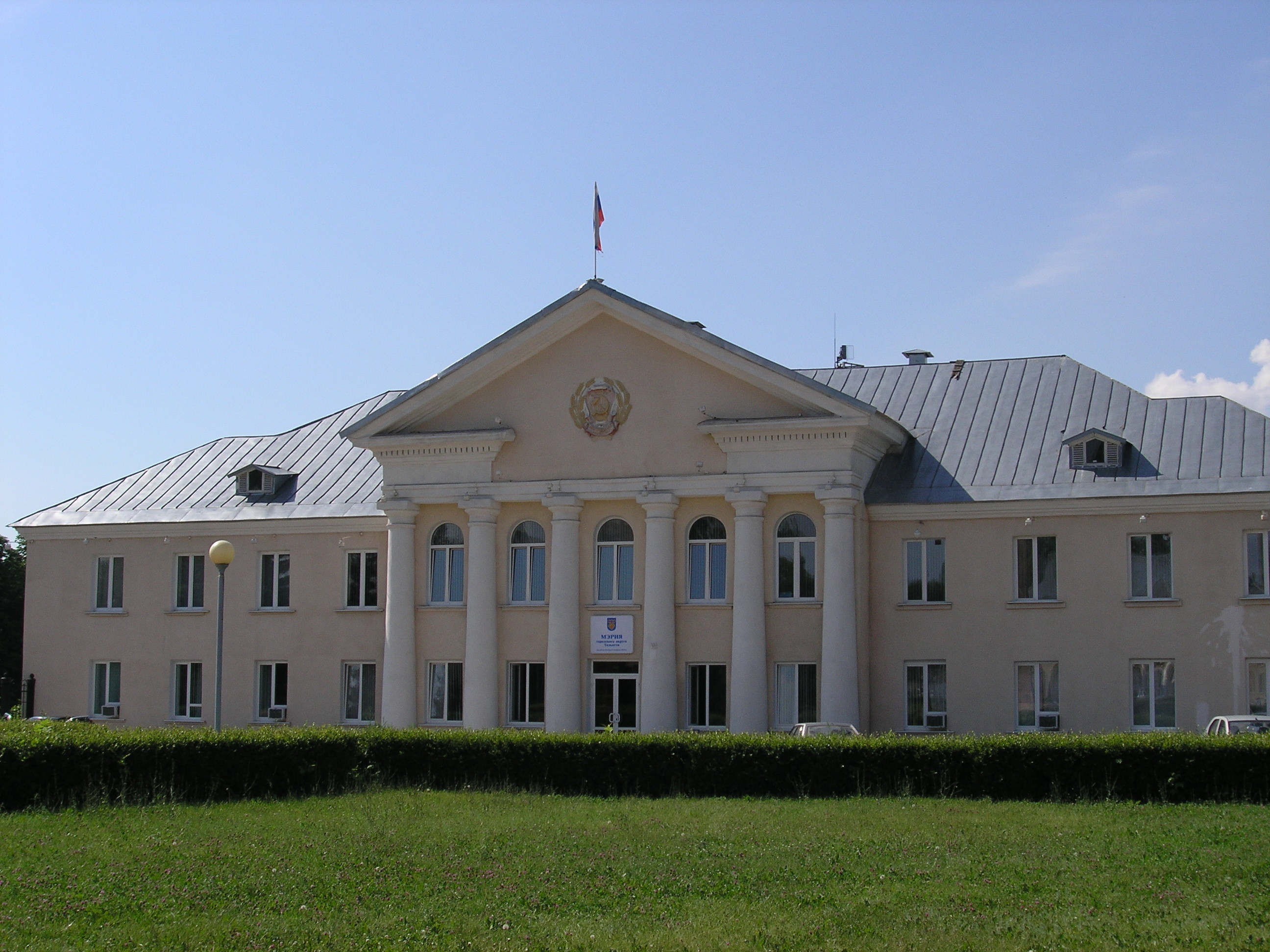
Budynek administratury miasta
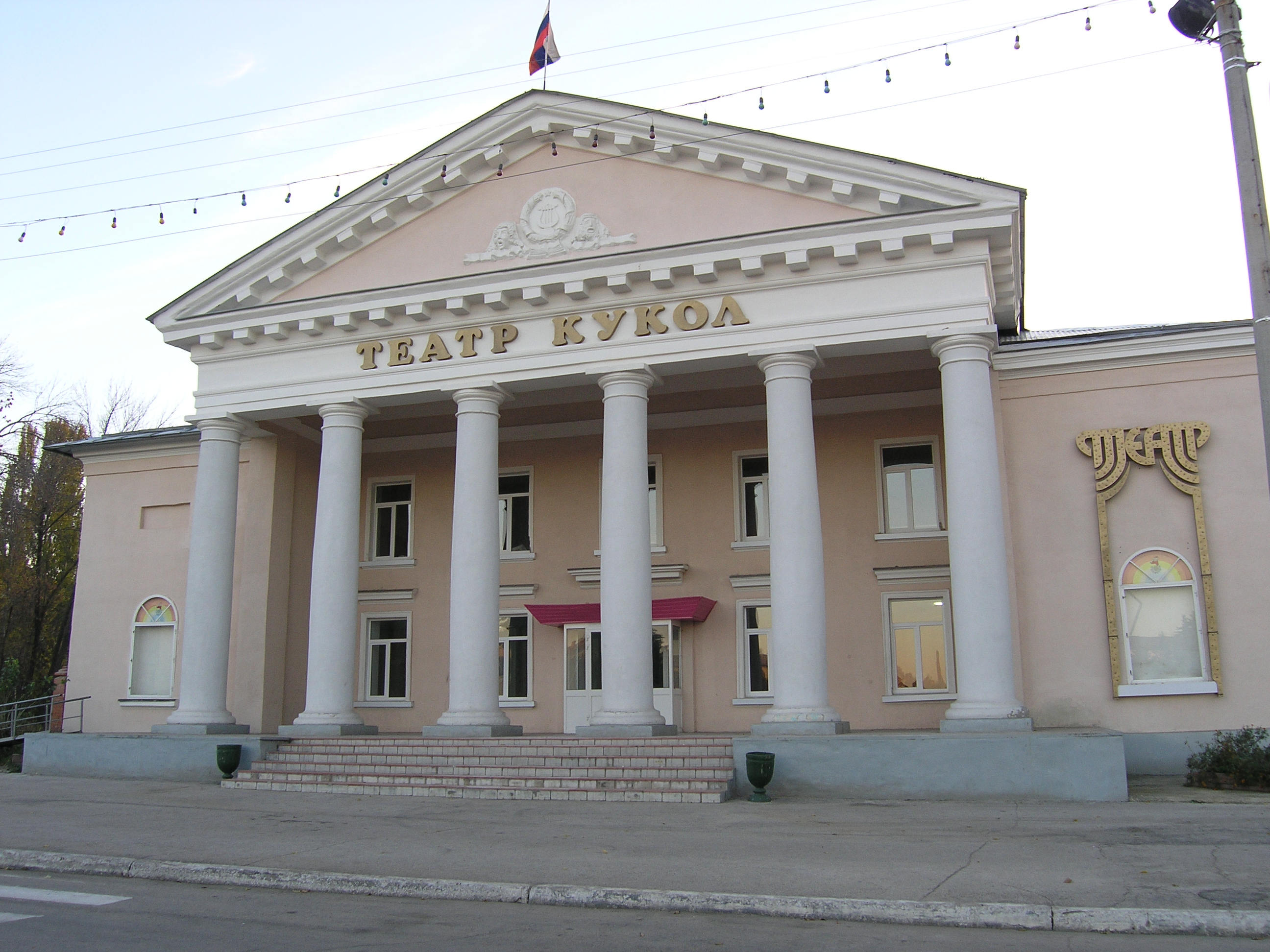
Teatr Piligrima
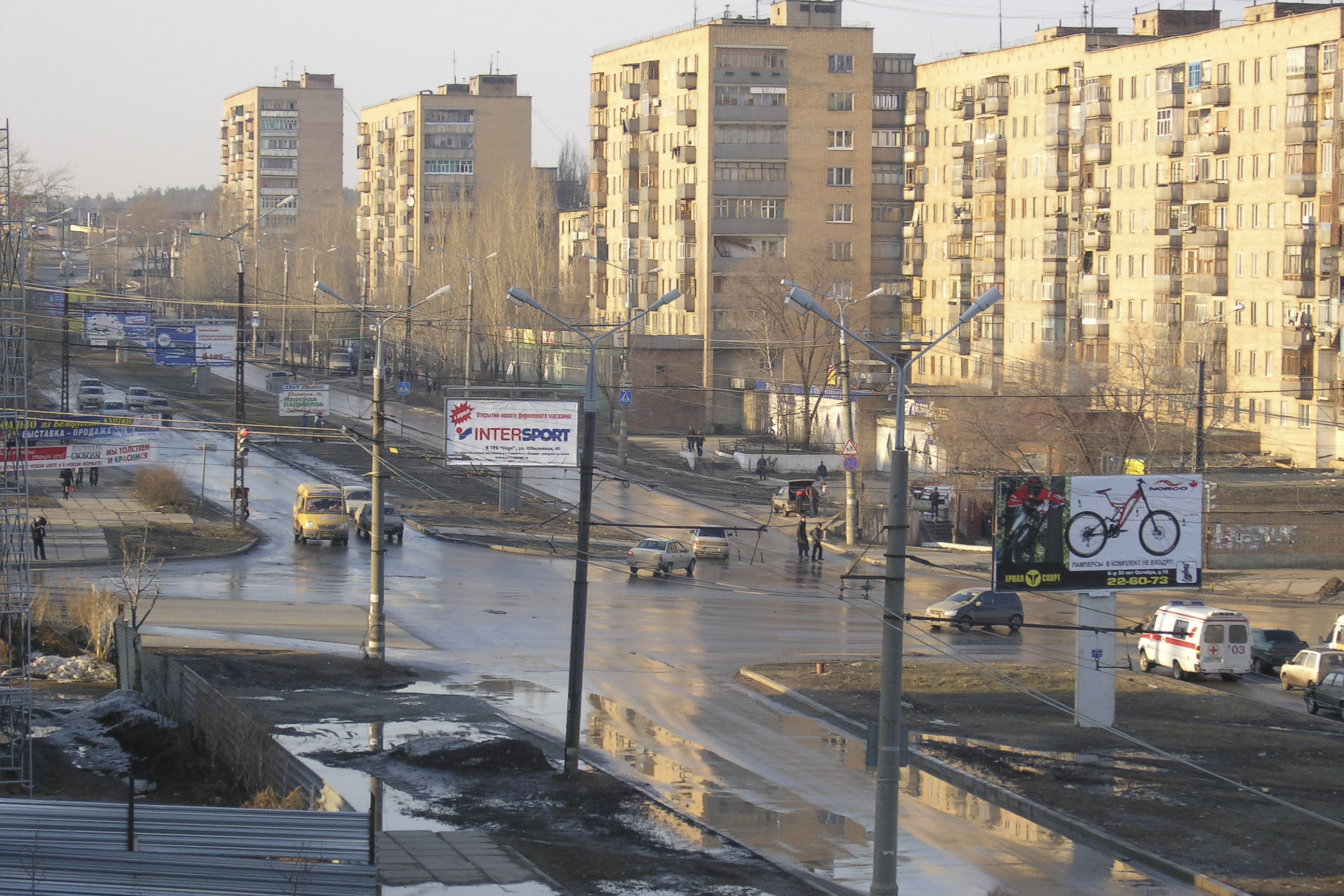
Komsomolski miejski rejon miasta
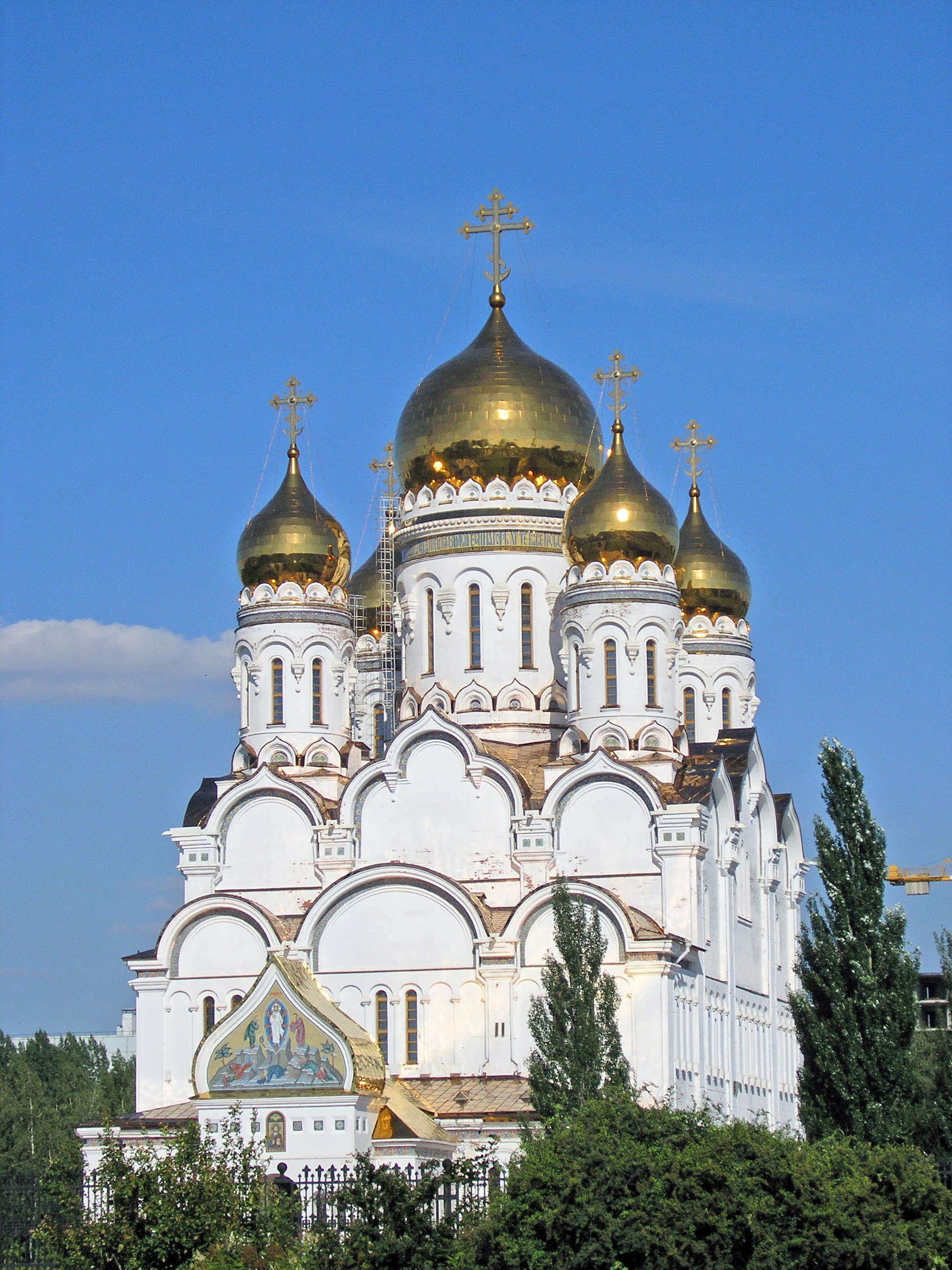
Sobór Przemienienia Pańskiego